# Charlottesville Men's Pro Challenger 2012
Il Charlottesville Men's Pro Challenger 2012 è stato un torneo professionistico di tennis maschile giocato sul cemento. È stata la 4ª edizione del torneo, facente parte dell'ATP Challenger Tour nell'ambito dell'ATP Challenger Tour 2012. Si è giocato a Charlottesville negli USA dal 31 ottobre al 6 novembre 2012.

## Partecipanti ATP

### Teste di serie
| Nazionalità | Giocatore          | Ranking* | Testa di serie |
| ----------- | ------------------ | -------- | -------------- |
| Stati Uniti | Jesse Levine       | 69       | 1              |
| Russia      | Alex Bogomolov Jr. | 96       | 2              |
| Stati Uniti | Michael Russell    | 102      | 3              |
| Germania    | Miša Zverev        | 140      | 4              |
| Stati Uniti | Ryan Sweeting      | 146      | 5              |
| Stati Uniti | Bobby Reynolds     | 152      | 6              |
| Stati Uniti | Tim Smyczek        | 158      | 7              |
| Stati Uniti | Denis Kudla        | 162      | 8              |

- 1 Ranking al 22 ottobre 2012.

### Altri partecipanti
Giocatori che hanno ricevuto una wild card:
- Somdev Devvarman
- Alexander Domijan
- Austin Krajicek
- Michael McClune

Giocatori che sono passati dalle qualificazioni:
- Tarō Daniel
- Eric Quigley
- Mac Styslinger
- Fritz Wolmarans

## Campioni

### Singolare
- Denis Kudla ha battuto in finale  Alex Kuznetsov con il punteggio di 6–0, 6–3.

### Doppio
- John Peers /  John-Patrick Smith hanno battuto in finale  Jarmere Jenkins /  Jack Sock con il punteggio di 7–5, 6–1.